# Hypolaena humilis
Hypolaena humilis är en gräsväxtart som först beskrevs av Ernest Friedrich Gilg, och fick sitt nu gällande namn av Barbara Gillian Briggs och Lawrence Alexander Sidney Johnson. Hypolaena humilis ingår i släktet Hypolaena och familjen Restionaceae. Inga underarter finns listade i Catalogue of Life.